# Zhenbu
Zhenbu (kinesiska: 祯埠, 祯埠乡) är en socken i Kina. Den ligger i provinsen Zhejiang, i den östra delen av landet, omkring 220 kilometer söder om provinshuvudstaden Hangzhou. Antalet invånare är 8150. Befolkningen består av 3 865 kvinnor och 4 285 män. Barn under 15 år utgör 20,0 %, vuxna 15-64 år 65 %, och äldre över 65 år 13,0 %.
Genomsnittlig årsnederbörd är 2 331 millimeter. Den regnigaste månaden är juni, med i genomsnitt 383 mm nederbörd, och den torraste är januari, med 67 mm nederbörd.